# نوزومی یاماگو
نوزومی یاماگو (انگلیسی: Nozomi Yamago؛ زادهٔ ۱۶ ژانویهٔ ۱۹۷۵) بازیکن فوتبال اهل ژاپن است که در تیم ملی فوتبال زنان ژاپن بازی کرده‌است.